# Anežka Loskotová-Čermaková
Anežka Loskotová-Čermaková, křtěná Anežka Marie (24. října 1878 Jablonec nad Jizerou – 9. července 1944 Praha) byla česká redaktorka, spisovatelka a překladatelka.

## Životopis
Rodiče Anežky byli Ambrož Čermak obchodník z Jablonce nad Jizerou a Anna Čermaková-Etlová. Měla starší sestru Julii Čermákovou (1875–1892). Provdala se za bývalého katolického kaplana ThDr. a PhDr. Františka Loskota (svatba byla 6. ledna 1908).
Anežka Loskotová-Čermaková řídila Dětský koutek v časopise Venkov. Psala literární recenze a pedagogické úvahy do časopisů: Volná myšlenka, Volná škola, Osvěta lidu. Překládala z němčiny, ruštiny, italštiny a francouzštiny. V Praze XI bydlela na adrese Dvořákova 28.

## Dílo

### Spis
- Dr. František Loskot – úvod napsal F. M. Bartoš. Praha: Anežka Loskotová, 1933

### Překlad
- Mussoliniho kniha o Janu Husovi, muži pravdy – [Benito Mussolini]; výňatky přeložila A. Loskotová. Turnov: Jiránek, 1937